# وای: آخرین مرد (مجموعه تلویزیونی)
وای: آخرین مرد (به انگلیسی: Y: The Last Man) یک مجموعه تلویزیونی درام پسا-آخرالزمانی آمریکایی است که توسط الیزا کلارک بر اساس مجموعه کتاب‌های کمیکی با همین نام ساخته برایان کی واگان نوشته و پیا گوئرا طراحی شده، توسعه یافته‌است. این سریال در ۱۳ سپتامبر ۲۰۲۱ در اف‌ایکس آن هولو شروع به پخش شد، و داین لین، اشلی رومنز، بن سچنتزر، اولیویا ترلبی و امبر تمبلین در آن بازی می‌کنند. در اکتبر ۲۰۲۱، ساخت مجموعه پس از یک فصل متوقف شد.